# جامعه لبنان

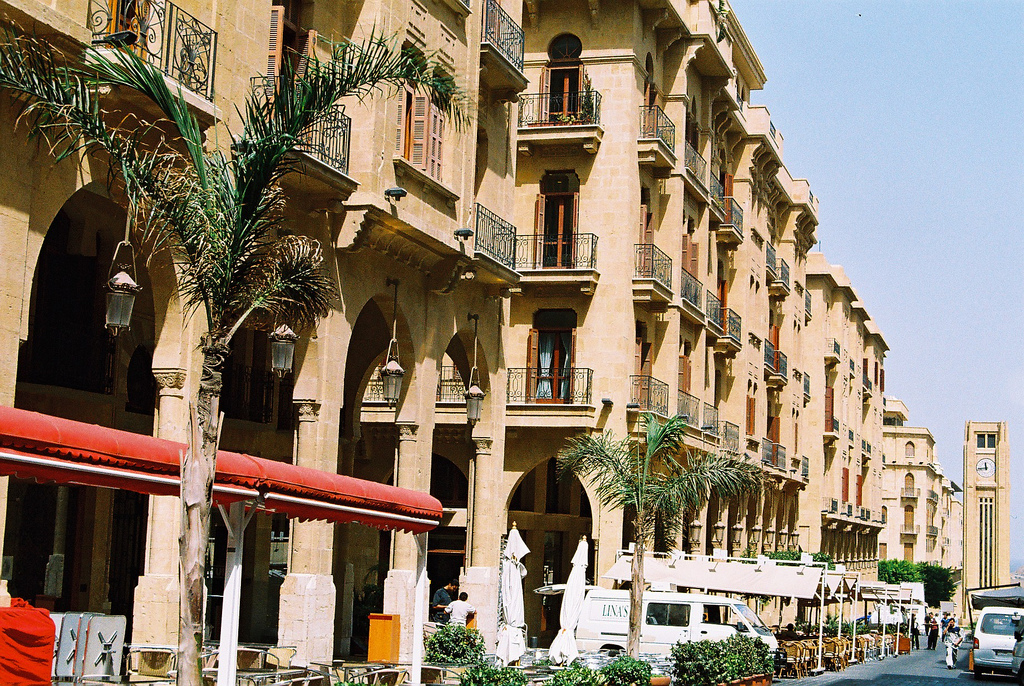
روی ماراد یکی از خیابانهای اصلی بیروت است

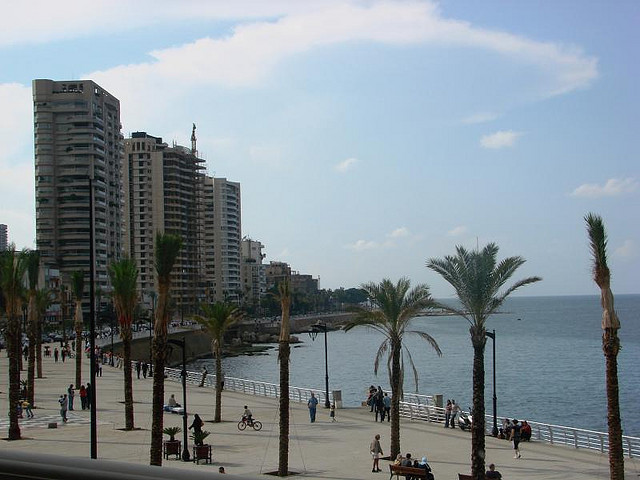
درختان نخل در ساحل کورنیش بیروت

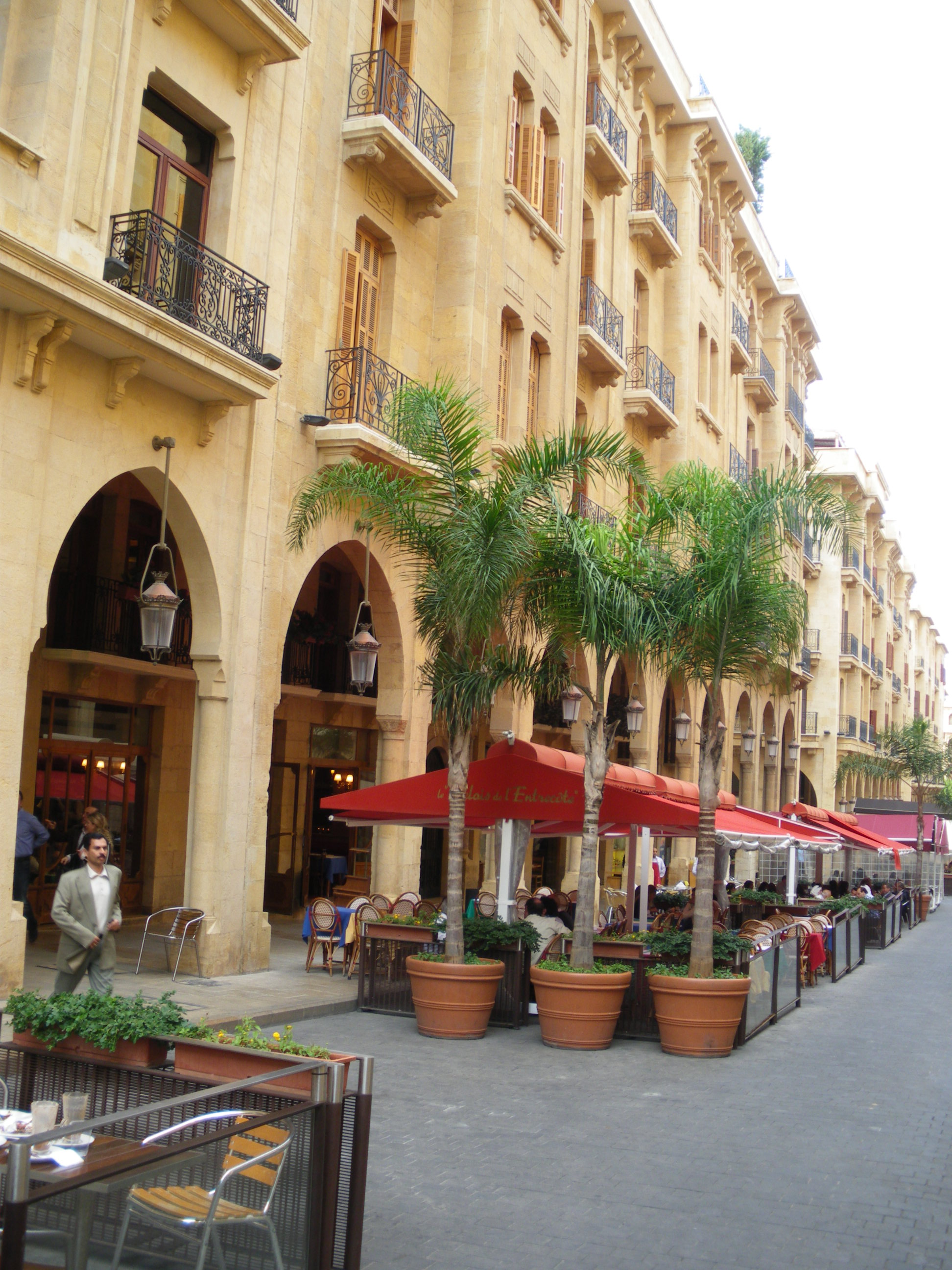
کافه‌های کنار پیاده‌رو بی سی دی

جامعه لبنان (به انگلیسی: Lebanese society) بسیار مدرن و شبیه به فرهنگ‌های جنوب اروپا است. لبنان از طریق فرانسه از نظر ایدئولوژیکی و فرهنگی به اروپا پیوند دارد و ترکیب مذهبی منحصر به فرد آن [یک محیط نادر است که یک ساختار عربی، اروپایی] ایجاد می‌کند. اغلب به عنوان دروازه اروپا برای آسیای غربی و همچنین دروازه آسیا برای جهان غرب محسوب می‌شود.
سیستم حکومتی لبنان دموکراسی پارلمانی است که یک نظام دموکراتیک محسوب می‌شود. این سیستم برای جلوگیری از درگیری‌های فرقه ای می‌باشد و تلاش می‌نماید که ۱۸ گروه مذهبی شناخته شده در دولت را نمایندگی کند. حتی رجال سیاسی را نیز مدیریت می‌نماید. به عنوان مثال، رئیس‌جمهور باید یک مسیحی مارونی، نخست‌وزیر یک مسلمان سنی، رئیس مجلس، یک مسلمان شیعه، معاون نخست‌وزیر و معاون پارلمان مسیحی ارتدوکس باشد.

## زندگی خانوادگی
زندگی خانوادگی در فرهنگ لبنان بسیار مهم است. عملکرد خانواده با ارزشهای جمع گرایی در جامعه لبنان همراه است. عملکرد خانواده هر شخص نشان دهنده وضعیت و هویت فردی آنهاست. متوسط تعداد خانوار بین ۳٫۹ و ۴٫۹ است.

### کودکان و والدین
پرورش اطفال به شکل کنترل فراوان والدین بر کودکان است، بر خلاف جوامع غربی، کنترل والدین در سن ۱۸ سالگی متوقف نمی‌شود؛ در عوض، تا زمانی که کودک در محل اقامت پدر زندگی کند یا تا زمانی که ازدواج کند، همچنان ادامه دارد.
هنگامی که اولین پسر به دنیا آمده‌است، والدین او تغییر نام داده دیگر فقط نام خود را ندارند بلکه به نام فرزندشان یعنی «پدر x» و «مادر x» نامیده می‌شود.

## نقشهای جنسیتی
با وجود وجود نگرش‌های سنتی در مورد نقش زنان، زنان لبنانی از حقوق مدنی یکسان با مردان برخوردار هستند و در تعداد زیادی از موسسات آموزش عالی مشغولند (مثلاً ۴۱ درصد از دانشجویان دانشگاه ایالتی بیروت در سال ۱۹۸۳) بانوان بودند. اگر چه زنان لبنان دارای سازمان‌های مرتبط با خود هستند، اکثر این سازمانها به عنوان شاخه‌های وابسته به احزاب سیاسی موجود هستند.
نرخ بیسوادی زنان در سال ۲۰۰۷ ۱۴٪ بود، در مقایسه با ۶٫۶٪ در میان مردان. نرخ فعالیت اقتصادی برای گروه سنی ۱۵ سال و بالاتر برای مردان ۶۸٫۹ درصد است، اما برای زنان فقط ۲۰٫۴ درصد است. نسبت کرسی‌های اختصاص یافته به زنان در پارلمان در سال ۲۰۰۹ ۳٫۱ درصد بود.

## اخلاق جنسی
در مقایسه با اکثر پایتخت‌های دیگر خاورمیانه، بیروت نسبت به روابط میان مردان و زنان و همچنین با توجه به همجنس‌گرایی مداراگر است. 
از سوی بسیاری از جامعه لبنانی، روابط جنسی قبل از ازدواج و دوران طفولیت، وجود ندارد. این نوع از روابط خارج از شهر بیروت بسیار غیر معمول است. جوانان لبنانی (به ویژه در بیروت) بسیار معمولی هستند و نمایشهای عرفانی از قبیل بوسیدن، آغوش گرفتن، دست دادن، کاملاً پذیرفته شده‌است. گروه‌های مختلط از جوانان در وردن، خیابان حمرا، اشرفیه، و مرکز شهر بیروت و همچنین مکان‌های دیگر بسیار رایج هستند. روابط جنسی فیزیکی قبل از ازدواج بسیار رایج است، هرچند مقاربت بین دختران مسلمان و مسیحی کمتر پذیرفته‌است.
میزان استفاده از وسایل پیشگیری از بارداری ۵۸٪ تخمین زده می‌شود، از جمله ۳۴٪ از پیشگیری‌های مدرن، به ویژه IUD، قرص‌ها و کاندوم است. شایان ذکر است فحشا در لبنان قانونی است.
بیروت دارای تعداد زیادی کافه‌های مختص همجنسگرا و کاباره‌های شبانه است، همچنین دو سازمان حقوقی ال جی بی تی یعنی حلم (سازمان مردم‌نهاد) و میم فعال است. 